# Tekniska handelsförbundet
Tekniska handelsförbundet (finska: Teknisen kaupan liitto) är en sammanslutning för i Finland verksamma företag inom teknisk handel. 
Förbundet, som grundades 1918 som Finlands tekniska handelsförbund (Suomen teknillinen kauppaliitto) och har sitt säte i Helsingfors, har till uppgift att bistå medlemmarna med information, bland annat om lagstiftningen angående sektorn samt att tillhandahålla expertservice i olika frågor rörande den tekniska handeln. Vid sidan av den traditionella uppföljningen av den finländska industrins behov av tekniska förnödenheter koncentrerar sig förbundet på underleverantörernas, servicens och mervärdesproduktionens stigande betydelse inom sektorn. Förbundet har 21 avdelningar för handeln inom olika branscher och är den största partihandels- och importorganisationen inom Förbundet för finsk handel.